# Piotr Korduba
Piotr Grzegorz Korduba – polski historyk sztuki, profesor Uniwersytetu im. Adama Mickiewicza w Poznaniu.

## Życiorys
W latach 1995–2000 studiował historię sztuki na Uniwersytecie im. Adama Mickiewicza w Poznaniu. W 2004 obronił pracę doktorską Patrycjuszowski dom gdański w czasach nowożytnych. W 2014 otrzymał stopień naukowy doktora habilitowanego na podstawie rozprawy Ludowość na sprzedaż. Towarzystwo Popierania Przemysłu Ludowego, Cepelia, Instytut Wzornictwa Przemysłowego. Od 2016 pełni funkcję dyrektora Instytutu Historii Sztuki Wydziału Nauk o Sztuce UAM.

## Publikacje książkowe
Źródło:
- Patrycjuszowski dom gdański w czasach nowożytnych, wyd. Neriton, Warszawa 2005
- Tymczasem pa kochany Skarbunieczku. Listy rysunkowe Antoniego Kowalskiego do syna Jerzego z okupowanego Poznania, wyd. Zysk i S-ka, Poznań 2012
- Na starym Grunwaldzie. Domy i ich mieszkańcy, Wydawnictwo Miejskie Posnania, Poznań 2012 (wraz z Aleksandrą Paradowską), ISBN 978-83-7768-043-8
- Ludowość na sprzedaż. Towarzystwo Popierania Przemysłu Ludowego, Cepelia, Instytut Wzornictwa Przemysłowego, wyd. Narodowe Centrum Kultury, Warszawa 2013, ISBN 978-83-63631-39-0
- Ogrody KMP 4/2021, Wydawnictwo Miejskie Posnania, Poznań 2021
- Mieszkania warszawskie. Biografie miejsc, rzeczy i ludzi, wyd. OsnoVa, Warszawa 2024 (wraz z Jarosławem Trybusiem), ISBN 978-83-66275-40-9